# Константинопольский мирный договор (1913)
Константинопольский мирный договор 1913 года — мирный договор, заключённый в Константинополе между Болгарией и Османской империей 16 (29) сентября 1913 года, вскоре после подписанного в августе того же года Бухарестского договора, по завершении Второй Балканской войны.
По условиям договора, проигравшая в войне Болгария возвращала Турции полученную ею по Лондонскому мирному договору часть Восточной Фракии с Лозенградом, Люле-Бургасом и Андрианополем; за ней оставалась часть Западной Фракии с Дедеагачем (Александруполисом) и Порто-Лагос на берегу Эгейского моря